# Craig Gordon
Craig Sinclair Gordon, född 31 december 1982 i Edinburgh, är en skotsk professionell fotbollsmålvakt som spelar för Hearts.

## Karriär
I juli 2014 värvades Gordon av Celtic. Den 13 augusti 2014 spelade Gordon sin första tävlingsmatch på över två år, en match som Celtic vann med 3–0 över St. Johnstone. Efter endast tre matcher för Celtic blev Gordon åter uttagen i Skottlands landslag. Efter sin första säsong i Celtic blev han utsedd till Årets spelare av Scottish Football Writers' Association. Inför säsongen 2015/2016 bytte han tröjnummer från nummer 26 till nummer 1. I juli 2015 förlängde Gordon sitt kontrakt med Celtic fram till sommaren 2018. I mars 2017 förlängde han återigen sitt kontrakt med Celtic, denna gång med 3,5 år fram till sommaren 2020.
Den 29 juni 2020 återvände Gordon till Hearts, där han skrev på ett tvåårskontrakt. I december 2021 förlängde Gordon sitt kontrakt i Hearts fram till sommaren 2024.